# Tetralonia desertorum
Tetralonia desertorum är en biart som beskrevs av Morawitz 1875. Tetralonia desertorum ingår i släktet Tetralonia och familjen långtungebin. Inga underarter finns listade i Catalogue of Life.